# Isherou

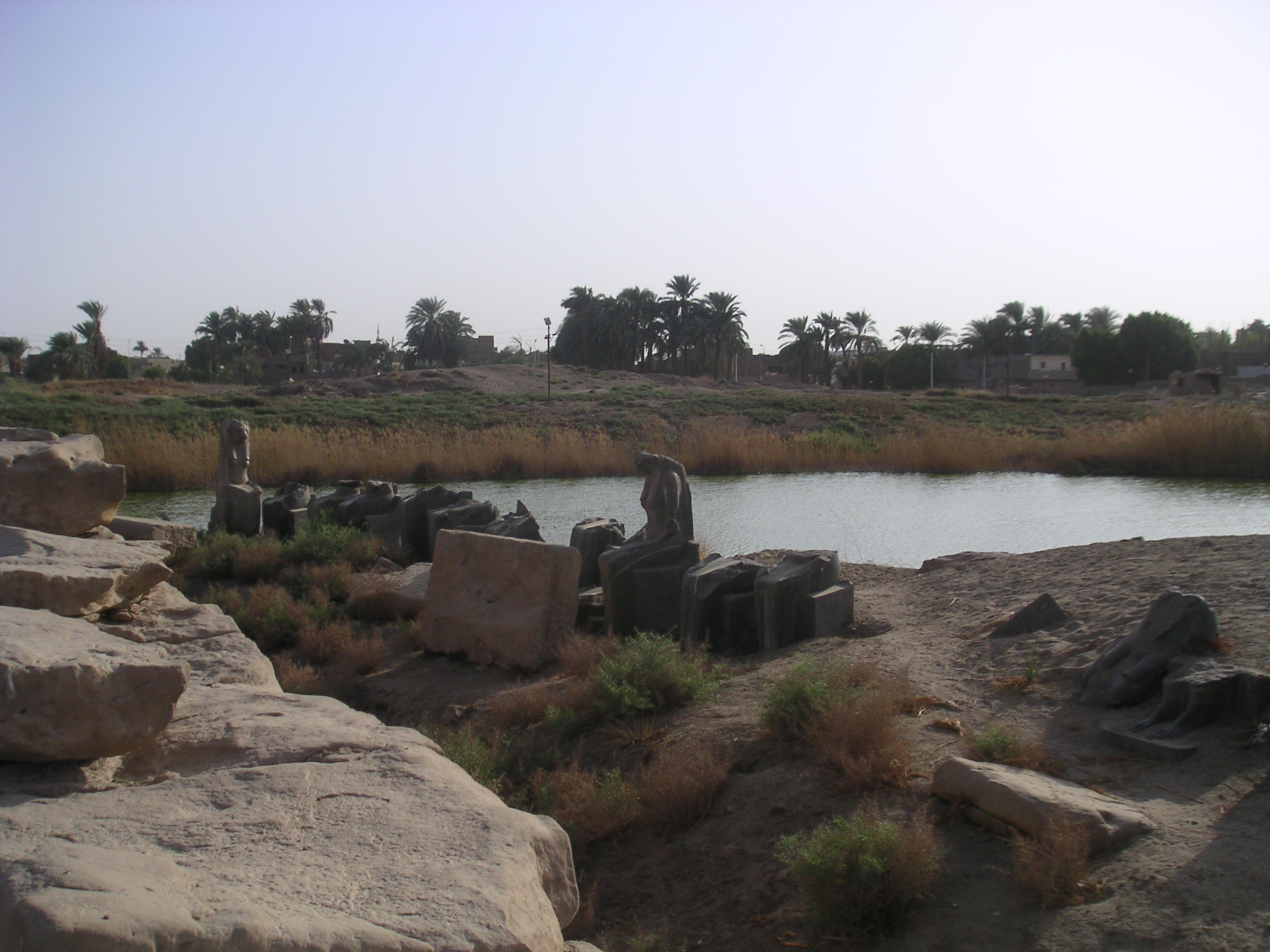
Vue du lac sacré Isherou du temple de Mout à Karnak

Isherou est le nom donné au lac sacré, souvent en forme de croissant, entourant les sanctuaires dans l'enceinte des temples de l'Égypte antique. Ce concept est apparu dès l'Ancien Empire. L'un des plus célèbres est à Karnak, dans l'enceinte du temple de Mout, laquelle est qualifiée de « Dame d'Isherou ».